# ییگاندائو
ییگاندائو (ژاپنی: 一貫道) راه نفوذ وحدت یک سنت مذهبی محبوب در چین است که در اواخر دوران امپراتوری در قرن نوزدهم رشد کرد و در آن مادر باستان پرستش می‌شود. بسیاری از ایده‌های عبادت مادر باستان به آموزه‌های هسته ییگاندائو متصل می‌شوند. این شامل مفاهیم زمان و نقش انسان است.